# Julia Sayer
Julia Sayer (* 27. Mai 1987 in Atlanta, Georgia) ist eine deutsch-amerikanische Handball- und Beachhandballspielerin.

## Karriere
Die Tochter einer deutschen Mutter und eines britischen Vaters wuchs seit ihrem fünften Lebensjahr in Deutschland auf. Als mittlere und linke Rückraumspielerin eingesetzt, spielte Sayer von 1997 bis 2006 beim TVE Röcke und wechselte dann zum Oberligisten TSV Hahlen. 2013 stieg sie mit dem Verein in die 3. Liga auf. Im Oktober 2014 bestritt sie zunächst ihr letztes Spiel, da sie beruflich nach New York City zog. Im November 2017 wurde sie von der zweiten Mannschaft des TSV reaktiviert und spielte von März 2018 bis zum Saisonende 2018/19 wieder in der Oberliga-Mannschaft. Derzeit legt sie erneut eine Handballpause ein.
Aufgrund ihrer doppelten Staatsbürgerschaft bekam Sayer 2009 die Möglichkeit, für die US-amerikanische Nationalmannschaft zu spielen. Sie nahm mit dem Team an den Panamerikanischen Spielen 2011 und 2019 teil. Insgesamt bestritt sie bislang 23 Länderspiele.
2010 wurde sie zudem mit dem Team Stranddeko Minden deutscher Beachhandball-Meister.
Als Trainerin betreute Sayer die A- und B-Junioren-Mannschaften des TSV Hahlen.

## Erfolge
- Deutscher Beachhandball-Meister (1): 2010
- Aufstieg in die 3. Liga (1): 2013